# Mike Pacheco
Mike Pacheco ist ein US-amerikanischer Perkussionist (Bongos, Conga, Timbales).

## Leben und Wirken
Pacheco veröffentlichte in den 1950er Jahren unter eigenem Namen vier Alben auf dem Label Tampa Records, zuerst Bongo Session (1955, mit Shelly Manne und Carlos Vidal); 1957 folgten Bongo Skins, Bongo Date und Bongo Bop. Außerdem arbeitete er mit Jazzmusikern wie Pérez Prado und Stan Kenton, an dessen Alben Standards in Silhouette (1959) und Live at Barstow 1960 er mitwirkte. Ferner spielte Pacheco mit Charlie Mariano, Oscar Moore und Pete Rugolo. Zwischen 1979 und 1986 arbeitete Pacheco für Ray Averys Rare Records Shop in Glendale (Kalifornien).

## Diskographische Hinweise
- Conte Candoli, Jack Costanza, Chuck Flores, Russ Freeman, Mike Pacheco, Art Pepper, Bill Perkins, Ben Tucker – Mucho Calor (Much Heat) (VSOP, 1987)